# Municipio de Wyacondah
El municipio de Wyacondah (en inglés: Wyacondah Township) es un municipio ubicado en el condado de Davis en el estado estadounidense de Iowa. En el año 2010 tenía una población de 347 habitantes y una densidad poblacional de 2,78 personas por km².

## Geografía
El municipio de Wyacondah se encuentra ubicado en las coordenadas 40°39′6″N 92°27′8″O / 40.65167, -92.45222. Según la Oficina del Censo de los Estados Unidos, el municipio tiene una superficie total de 124.91 km², de la cual 124,35 km² corresponden a tierra firme y (0,45 %) 0,56 km² es agua.

## Demografía
Según el censo de 2010, había 347 personas residiendo en el municipio de Wyacondah. La densidad de población era de 2,78 hab./km². De los 347 habitantes, el municipio de Wyacondah estaba compuesto por el 97,12 % blancos, el 0,29 % eran afroamericanos, el 0,86 % eran amerindios, el 0,29 % eran asiáticos, el 0,29 % eran de otras razas y el 1,15 % eran de una mezcla de razas. Del total de la población el 0,29 % eran hispanos o latinos de cualquier raza.